# Solid Surface
Solid Surface è un materiale artificiale solitamente composto da una combinazione di triidrato di alluminio (ATH), resine e pigmenti acrilici, epossidici o poliestere . È più frequentemente utilizzato per installazioni  su piani di lavoro senza soluzione di continuità

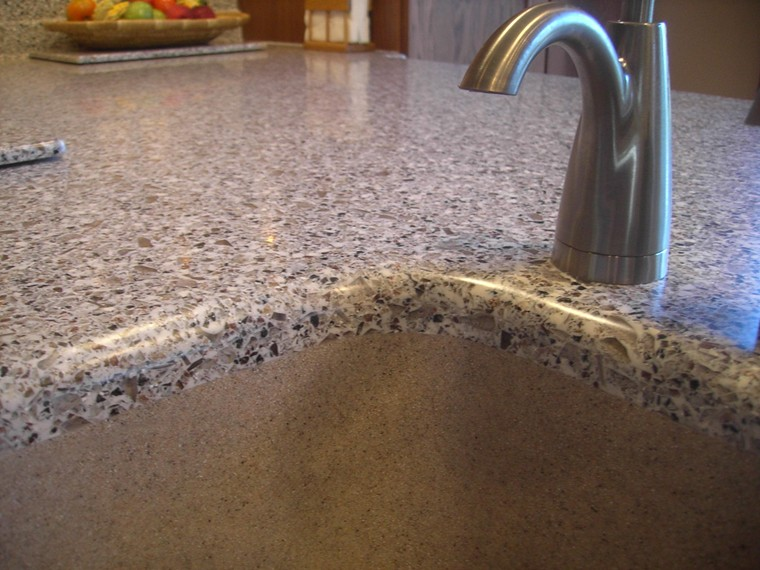
Lavello da cucina in Solid Surface senza giunzioni

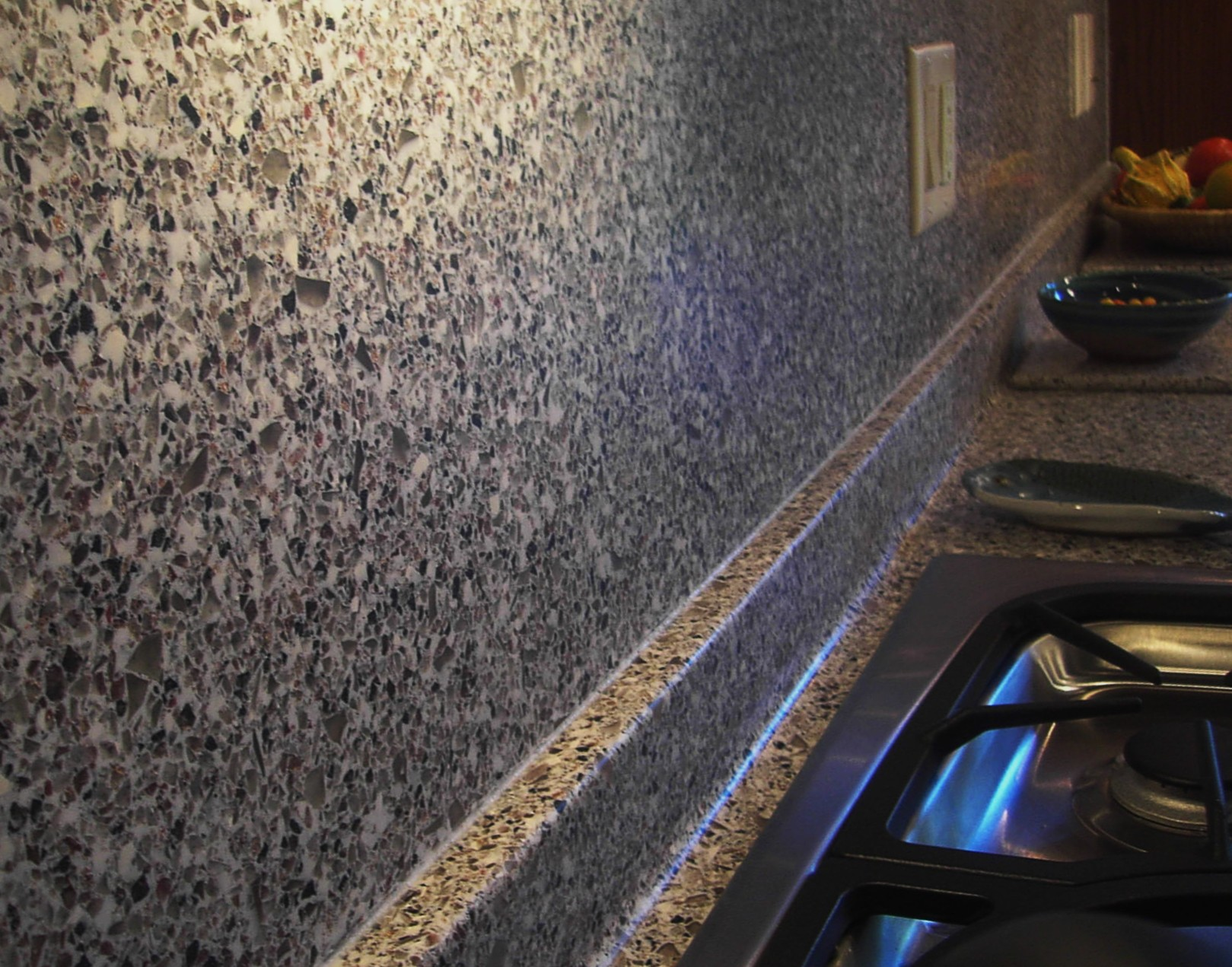
Pannello a parete in Solid Surface senza giunzioni

Solid Surface è stata introdotta per la prima volta da DuPont nel 1967 con il nome di Corian. Dalla scadenza del loro brevetto altri produttori sono entrati nel mercato con prodotti a proprio marchio.

## Caratteristiche tecniche
La superficie solida è un materiale non poroso a bassa manutenzione utilizzato per superfici come i piani di lavoro. Può imitare l'aspetto di granito, marmo, pietra e altri materiali naturali e le diverse componenti possono essere unite in modo quasi invisibile da un artigiano esperto. Tipicamente prodotto in forma di lastre per la fabbricazione in piani di lavoro finiti, il Solid surface può anche essere colato in una varietà di forme, inclusi lavelli, piatti doccia e vasche da bagno. Le lastre possono anche essere riscaldate e piegate in forme tridimensionali utilizzando un processo chiamato termoformatura, che aggiunge versatilità al prodotto. Il colore e la flessibilità del design sono fattori chiave nella scelta dei compositi ingegnerizzati rispetto alla pietra naturale.
In un ambiente residenziale, Solid Surface può essere utilizzato come piani di lavoro per la cucina, per il bagno, doccia e vasca. I produttori di piani di lavoro in genere uniscono fogli di Solid Surface nelle forme desiderate utilizzando un adesivo in due parti, dopo di che il giunto polimerizzato viene appianato. Lo stesso metodo viene utilizzato per costruire lo spessore del bordo, che può essere profilato utilizzando strumenti e tecniche simili a quelli utilizzati per lavorare i legni duri.
Una delle principali attrattive del Solid Surface è la sua impermeabilità. I lavelli in Solid Surface possono essere uniti alla superficie del piano di lavoro senza interstizi, eliminando aree di ristagno dell'acqua e la crescita di batteri. Si possono realizzare anche alzatine integrali che seguono “senza soluzione di continuità” e senza fughe i contorni della parete.
Se il materiale si graffia o si rompe, il Solid Surface può, nella maggior parte dei casi, essere riparato rapidamente da un'azienda di riparazione certificata o da un fabbricante qualificato. Anche i lavandini crepati possono essere sostituiti. Poiché la superficie è completamente solida, un piano di lavoro che ha subito anni di usura può essere rifinito. Il prodotto installato è disponibile in una varietà di finiture, che vanno da quelle opache a quelle lucide, anche se la maggior parte dei produttori consiglia una finitura opaca o satinata per facilitare la manutenzione.

## Disponibilità di finiture
La superficie solida è disponibile in centinaia di colori e trame visive, che vanno dai colori solidi all'effetto scintillante, marmorizzato o granito. Decine di aziende multinazionali producono articoli in lastre Solid Surface e lavelli per il mercato mondiale e centinaia di piccoli produttori regionali producono per i mercati locali.
Sebbene il Solid Surface affronti la concorrenza della pietra naturale e delle superfici in pietra artificiale/quarzo, il materiale è popolare in Asia, in particolare nelle nuove costruzioni residenziali. Un mercato emergente per Solid Surface è negli ambienti commerciali e industriali, dove le sue caratteristiche non porose, combinate con durabilità, rinnovabilità e formabilità lo rendono il materiale preferito da molti designer e architetti. Altrettanto interessante è l'ampia gamma di colori e trame, nonché la possibilità di colorare su misura il materiale per progetti di grandi dimensioni. Gli ospedali, in particolare, impiegano grandi quantità di Solid Surface per lavandini, docce, postazioni di cura e rivestimenti di pareti, poiché le sue proprietà di continuità eliminano fessure e fessure che ospitano batteri nocivi.

## Produzione
Il Solid Surface è prodotto miscelando resina acrilica, epossidica o poliestere con cariche di bauxite in polvere e pigmenti . Il materiale polimerizza chimicamente e viene riscaldato a 60 °C o più. Il materiale polimerizzato viene quindi tagliato in fogli o forme e levigato su uno o entrambi i lati a seconda della marca utilizzata. A volte il materiale viene portato a 160 °C e raffreddato, per migliorarne la resistenza al calore. 
Il Solid Surface in poliestere modificato con acrilico può essere miscelato una lastra alla volta utilizzando diverse formulazioni, effetti e aspetti. Il Solid Surface in poliestere modificato con acrilico può essere iniettato negli stampi per produrre varie figure di design decorativo.
Le aziende produttrici di Solid Surface possono essere membri delle organizzazioni commerciali American Composites Manufacturers Association, ISFA (International Surface Fabricators Association e ICPA (International Cast Polymer Association).  Queste organizzazioni identificano il prodotto con il "marchio" di MasterCast Engineered Composites.
Il Solid Surface può essere modellato anche con appositi stampi. Ad esempio, le vasche da bagno a libera installazione vengono prodotte utilizzando uno stampo in due parti che crea una cavità in cui versare il materiale. Una volta che lo stampo è stato preparato per la colata, il materiale viene miscelato e degasato in una macchina di colata automatizzata. Viene quindi iniettato nella cavità dello stampo. Sono disponibili molte finiture tra cui, gel coated, opaco, lucido, metallico e strutturato.

## Fabbricazione
Un fabbricante di superfici modella e installa superfici funzionali e decorative, solitamente negli edifici. La fabbricazione della superficie, in quanto impresa professionale distinta, di solito comporta compiti complessi di modellatura della superficie. Un caso principale è la fabbricazione del piano di lavoro

### Materiali
Per gli spazi interni, le superfici includono rivestimenti solidi  per pavimenti o pareti e piani di lavoro per cucine, bagni e spazi di lavoro. Le superfici naturali sono composte da materiali naturali come legno, pietra, minerali, metalli, argilla, gomma e resina. Le superfici sintetiche contengono, oltre a materiale naturale, sostanze artificiali come leghe metalliche o polimeri. Le superfici solide sono superfici sintetiche realizzate con materiali polimerici.

### Strumenti
Gli strumenti per la lavorazione includono router, trapani, modelli, morsetti, forni, prese a ventosa e seghe da banco. I produttori di superfici più grandi possono anche utilizzare macchine CNC. Per tutti i lavori, tranne quelli più semplici, la fabbricazione della superficie avviene solitamente in officina, dopodiché il prodotto finito viene assemblato e installato sul luogo di lavoro. L'installazione di Solid Surface in più parti, come i controsoffitti a forma di "L" e "U", spesso comporta un lavoro complesso con strumenti specializzati, per creare un risultato senza soluzione di continuità.

## Applicazioni
Il Solid Surface viene utilizzato nei seguenti ambienti:
- Cucina/bagno : piani di lavoro di cucina con lavello integrato, piano lavabo, vasca da bagno, ecc.
- Ospitalità/Ristorazione : bar, tavoli, banchi reception ecc.
- Allestimento negozi : espositori, banconi, rivestimenti murali ecc.
- Aeroporti : banchi check-in
- Edifici pubblici : allestimenti in musei, facciate, tavoli riunione ecc.
- Ospedali : piani di lavoro da laboratorio, lavandini di decontaminazione, endoscopia ecc.

Il Solid Surface ha un prezzo in grado di competere con la pietra naturale o le superfici in quarzo. È disponibile in molti colori e modelli. Il materiale può essere modellato, il che lo rende attraente per i designer commerciali e industriali. I fabbricanti specializzati possiedono le competenze e le conoscenze necessarie per fornire consulenza e assistenza ai clienti.
Alcune applicazioni ad alta temperatura (al di sopra di 400 F / 200 C) sono sconsigliate, a causa del pericolo di rotture. Poiché i graffi sulla superficie solida appaiono bianchi all'occhio umano, la maggior parte dei colori scuri non è consigliata per le aree ad alto utilizzo.